# 衆泰汽車
衆泰汽車（しゅうたいきしゃ 英:Zotye Auto）は、中華人民共和国の自動車メーカー。2020年以降は経営危機に陥っている。

## 概要

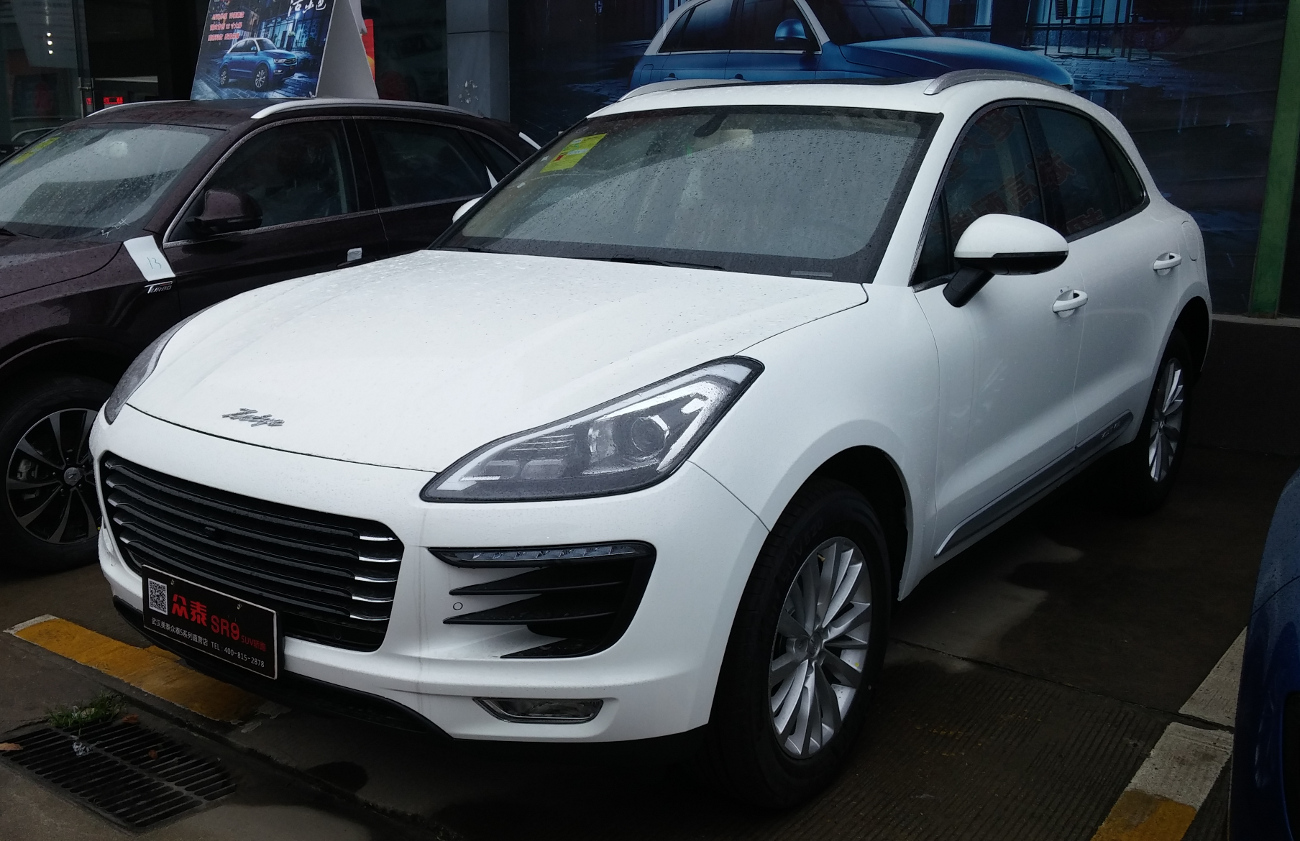
Zotye SR9（ポルシェ・マカンのコピー車）

2005年に創業。一貫して海外メーカーのコピー車を販売するビジネスモデルを続けたことから「山寨之王」（模倣の王）とも呼ばれる。
最初のモデルは、ダイハツ・テリオスにあまりにも酷似していることから話題を呼んだ。その後もモーターショーのたびトヨタやアウディ、ポルシェの人気車種の外観をモチーフにした車両を出展、三菱自動車設計のエンジンと組み合わせたモデルを次々と生み出した。
2016年には年間販売台数が33万台を記録しピークを迎えたが、大手メーカーの模倣車から脱却することができず、その後は競争力が低下し2019年の販売台数は約11万台に急減した。
2019年後半、中国経済が停滞局面になると、衆泰汽車は資金ショートを起こし生産が停滞、さらに販売台数の減少を招いて損失が拡大した。2020年の決算報告書は、ありとあらゆる問題が明記され、監査法人は衆泰汽車の経営継続能力に重大な不確実性が存在すると指摘した。2020年1-5月の販売台数は、2019新型コロナウイルスの感染拡大による影響でわずか3573台に留まっており、厳しい経営環境が続いている。